# Carmenta foraseminis
Carmenta foraseminis is een vlinder uit de familie wespvlinders (Sesiidae), onderfamilie Sesiinae.
Carmenta foraseminis is voor het eerst wetenschappelijk beschreven door Eichlin in 1995. De soort komt voor in het Neotropisch gebied.